# Praon occidentale
Praon occidentale är en stekelart som beskrevs av Baker 1909. Praon occidentale ingår i släktet Praon och familjen bracksteklar. Inga underarter finns listade i Catalogue of Life.